# Montblanc
Montblanc International GmbH je německá firma sídlící v Hamburku. Vyrábí zejména psací náčiní, hodinky a doplňky. Je dobře identifikovatelná podle bílé šesticípé hvězdy, jíž používá jako logo a která má symbolizovat zasněžený vrchol Mont Blancu.

## Historie
Firma byla založena papírníkem Clausem-Johannem Vossem, bankéřem Alfredem Nehemiasem a inženýrem Augustem Ebersteinem v roce 1906 jako firma Simplo Filler Pen vyrábějící luxusní pera v Hamburku. Prvním uvedeným modelem bylo pero Rouge Et Noir v roce 1909, následované roku 1910 perem Mont Blanc, které později dalo firmě právě jméno Montblanc. První plnicí pero Meisterstück, které se s drobnými obměnami vyrábí dodnes, bylo vytvořeno v roce 1925.
Dnes je Montblanc součástí skupiny Richemont International SA, je sesterskou firmou luxusních firem jako jsou Cartier, Van Cleef & Arpels, Chloé, a Baume & Mercier.

## Velikosti hrotů plnicích per
Firma Montblanc vyrábí plnicí pera s hroty v těchto velikostech:
- EF = Extra Fine
- F = Fine
- M = Medium
- OM = Oblique Medium
- B = Broad
- OB = Oblique Broad
- BB = Double Broad
- OBB = Oblique Double Broad

## Galerie

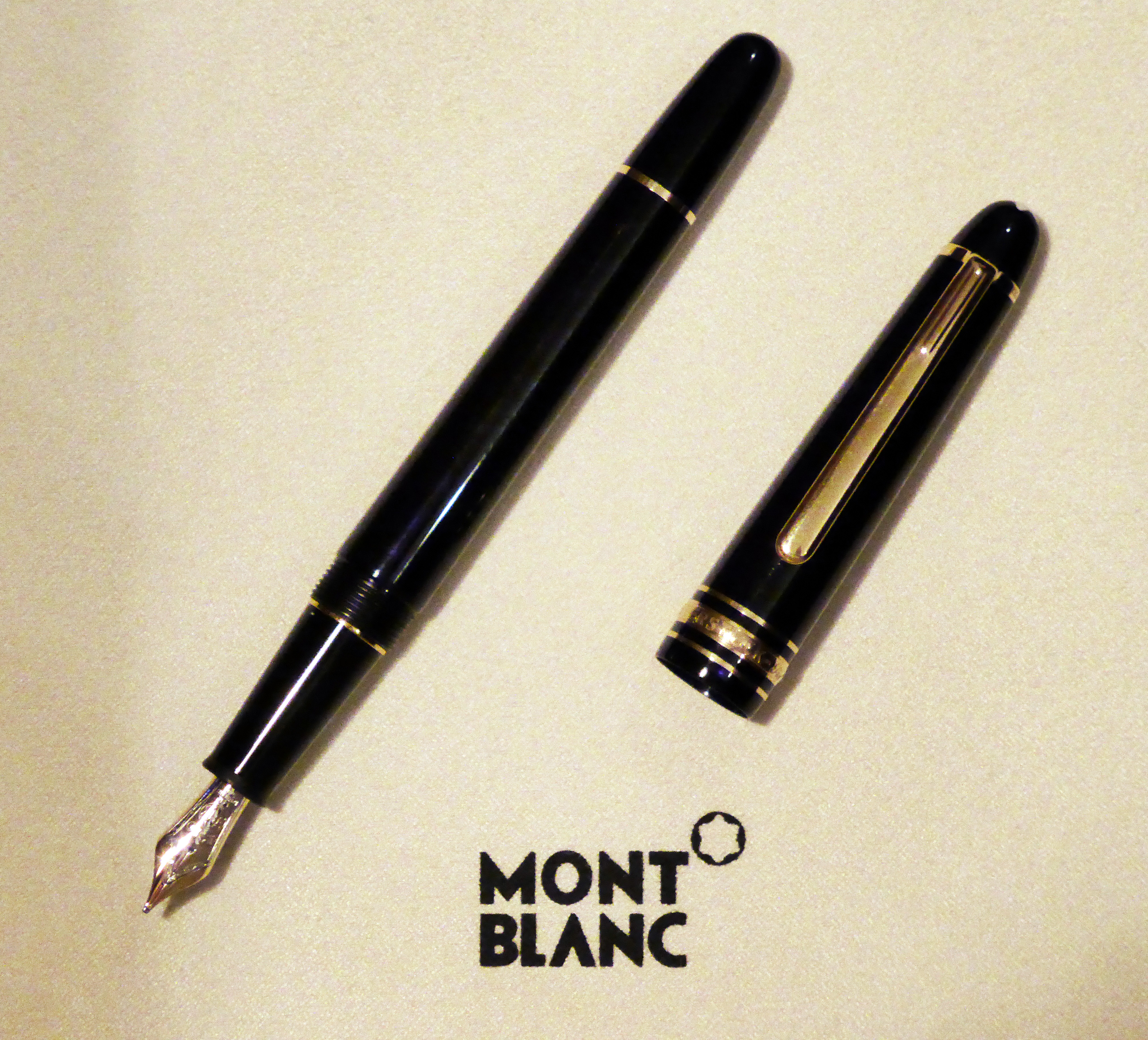
Plnicí pero Montblanc Meisterstück Classique 145
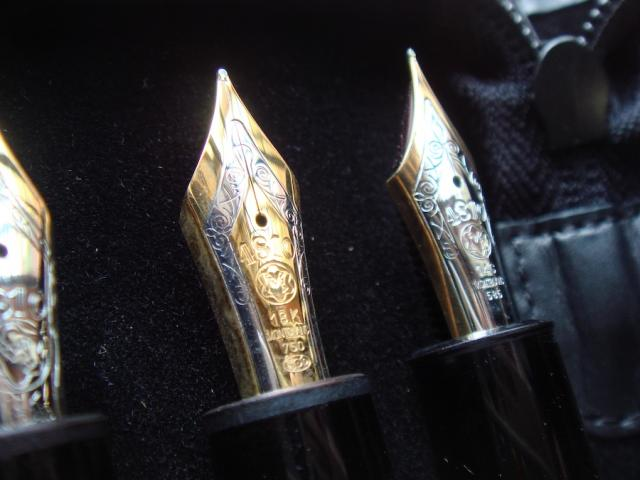
Hroty Montblanc Diplomat 2006 (vlevo) a Meisterstück 149 (vpravo)
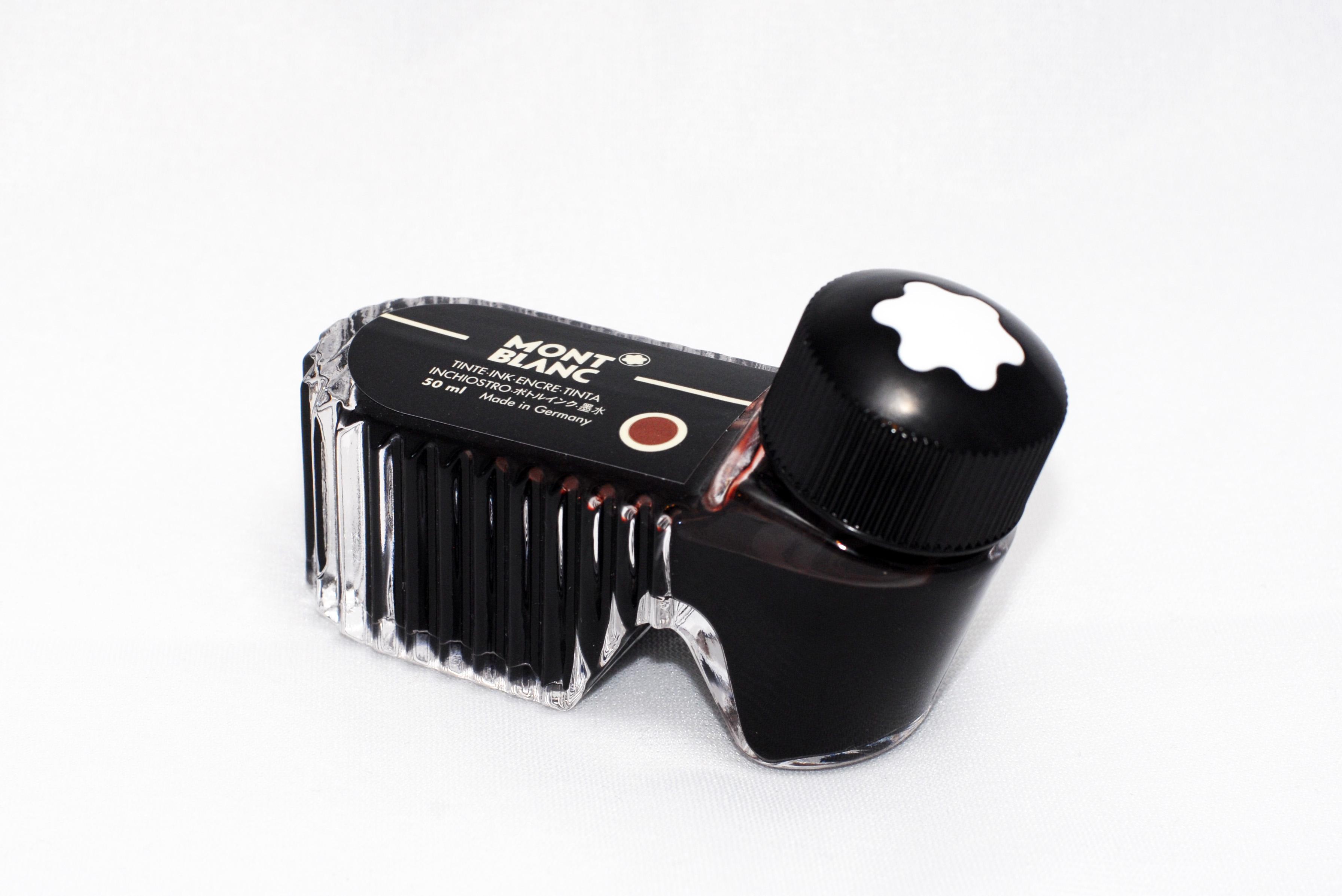
Inkoust Montblanc Sepia
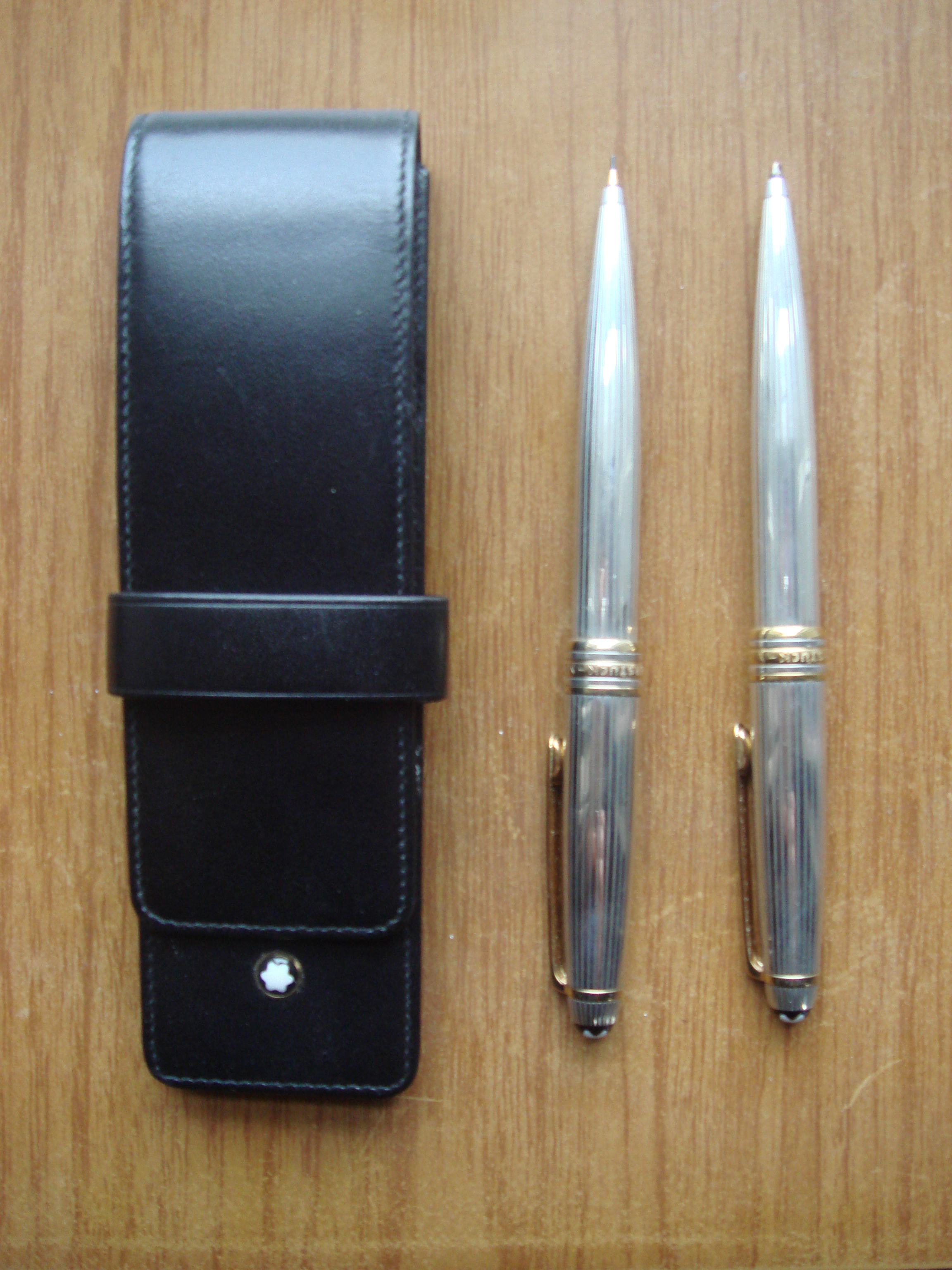
Mikrotužka, kuličkové pero a kožené pouzdro Montblanc Sterling Silver
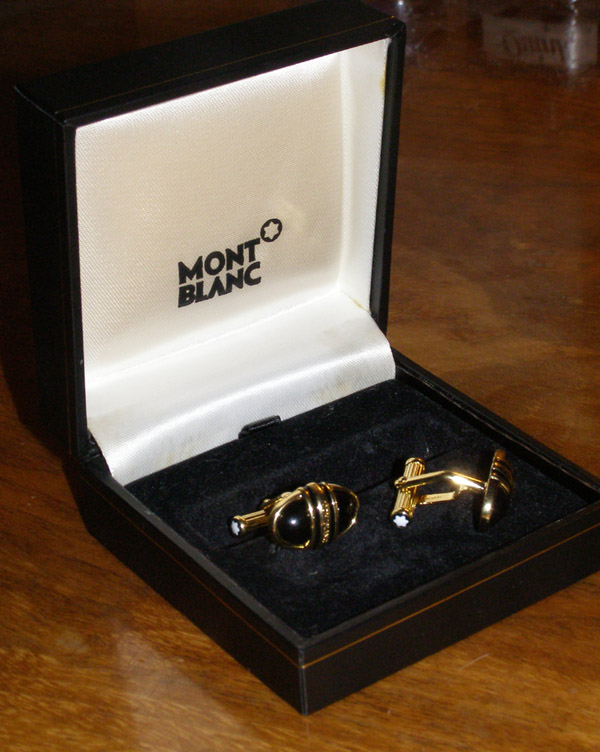
Manžetové knoflíčky Montblanc Meisterstück
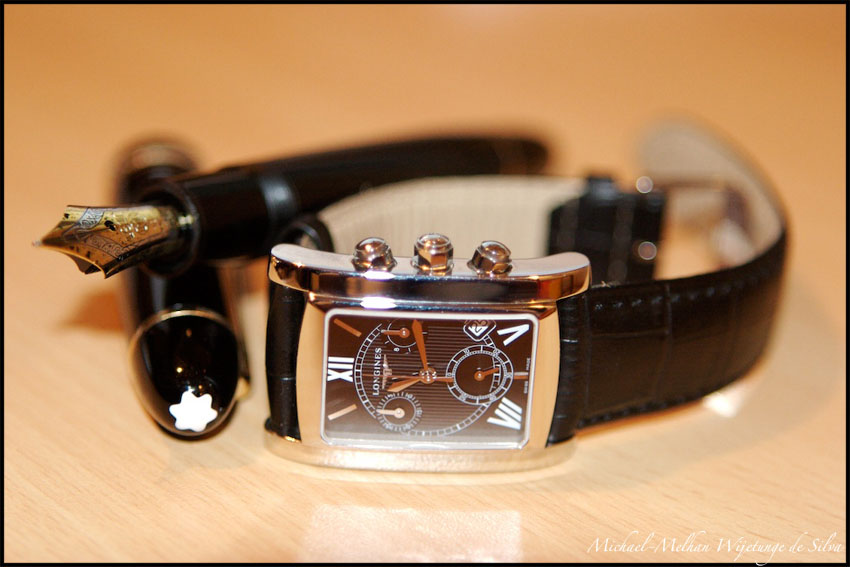
Plnicí pero Montblanc Meisterstück 149 a hodinky Longines DolceVita Chronograph